# Louise Nordenskiöld
Anne Louise Nordenskiöld Schmidt, under en period Sylwander, född Nordenskiöld 26 augusti 1949 i Engelbrekts församling i Stockholm, är en svensk ämbetsman. 

## Biografi
Louise Nordenskiöld har varit generalsekreterare för BRIS, Barnens rätt i samhället, en organisation som hon engagerade sig i redan 1978. Åren 1993–2001 var Nordenskiöld Sveriges första barnombudsman. Hon har också varit föreståndare och generaldirektör för myndigheten IPM, Institutet för Psykosocial Medicin, som senare integrerades i Stockholms universitet under namnet Stressforskningsinstitutet där hon blev dess ställföreträdande föreståndare och administrativ chef fram till pensionering 2013.
Under sin tid som Barnombudsman medverkade hon bland annat till att informera om barnkonventionens betydelse, att skollagen skärptes vad gäller skolans skyldighet att motverka mobbning och att anmälningsplikten när barn far illa utökades till alla yrkesgrupper som möter barn i sitt arbete. Vidare drev hon frågor om barns rätt att få påverka beslut om vårdnad och umgängesrätt samt omhändertagande enligt socialtjänstlagen. 
År 2003 föreslogs hon som ny vice ordförande i Kristdemokraterna efter Inger Davidson.

### Familj
Hon är dotter till generalmajoren friherre Claës-Henrik Nordenskiöld och sondotter till Bengt Nordenskiöld. Sedan 1998 är hon gift med Harald Schmidt.